# Enforsaken
Enforsaken war eine US-amerikanische Melodic-Death-Metal-Band aus Chicago, Illinois, die im Jahr 1998 gegründet und 2006 wieder aufgelöst wurde.

## Geschichte
Die Band wurde im Winter 1998 von Steve Stell und Pat O’Keefe gegründet. Stell übernahm anfangs die E-Gitarre, den Gesang und den Bass und O’Keefe den Gesang und das Schlagzeug. Zusammen nahmen sie ein erstes Demo auf. Danach kamen als Gitarrist Joe DeGroot und Sänger Steven Sagala zur Besetzung. Kurz darauf kam Bassist Eric Kava zur Band und vervollständigte die Besetzung. Pat O’Keefe verließ die Band im Frühling 2002 und wurde durch Schlagzeuger Dave Swanson ersetzt.
Im Dezember 2000 nahm die Band die EP Embraced by Misery auf. Die EP erschien in den USA im Juni 2001 über Lifeless Records und in Europa im September über Lifeforce Records. Die EP erreichte Reviews unter anderem auch im Terrorizer (Musikmagazin)-Magazin.
Es folgten Auftritte zusammen mit Bands wie Shadows Fall, Strapping Young Lad, Naglfar, Dismember, Enslaved, Lamb of God, Vader, The Haunted, Witchery, Immolation, Dead to Fall, The Crown, Kataklysm, Malevolent Creation, Luliacry, Catastrophic, Krisiun, Macabre, Darkest Hour, Disinter, Martyr Ad, Abolisher, Dead for Days, The Chasm, Veneficium, Origin, All That Remains, Insurrection, Between the Buried and Me, Ice-T und Body Count, Desolate und Corpsevomit.
Dadurch erreichte die Band einen Vertrag mit WW3 Music im Sommer 2002. Bei dem Label sollte das Debütalbum erscheinen, jedoch geriet das Label in finanzielle Schwierigkeiten, wodurch sich die Band zwei Monate später wieder von diesem Label trennte. Im Frühling 2003 erreichte die Band einen Vertrag mit Olympic Recordings und veröffentlichte bei dem Label im Jahr 2004 das Debütalbum The Forever Endeavor. Auf dem Album war auch ein Solo von James Murphy zu hören. Im September 2005 unterschrieb die Band einen Vertrag mit Crash Music Inc. Im Jahr 2006 erschien das zweite Album Sinner’s Intuition bei diesem Label. Am 19. August 2006 spielte die Band in Chicago ihren letzten Auftritt.

## Stil
Die Band spielt klassischen Melodic Death Metal und wird als eine Mischung aus Dark Tranquillity, den Alben Whoracle und Colony von In Flames, sowie dem Album Amok von Sentenced beschrieben.

## Diskografie
- Demo 1999 (Demo, 1999, Eigenveröffentlichung)
- Embraced By Misery (EP, 2001, Lifeless Records (USA), Lifeforce Records (Europa))
- The Forever Endeavor (Album, 2004, Olympic Recordings)
- Sinner's Intuition (Album, 2006, Crash Music Inc.)